# پیرککولا
پیرْکْکولا (به فنلاندی: Pirkkola) یک منطقهٔ مسکونی در شمال هلسینکی در فنلاند است.